# Per Edmund Mordt
Per Edmund Mordt (ur. 25 marca 1965 w Arendal) – norweski piłkarz występujący na pozycji obrońcy.

## Kariera klubowa
Mordt karierę rozpoczynał w 1983 roku w czwartoligowym zespole Kolbotn IL. W 1984 roku przeszedł do pierwszoligowej Vålerenga Fotball. W sezonie 1984 zdobył z nią mistrzostwo Norwegii, a w sezonie 1985 dotarł do finału Pucharu Norwegii, a także zajął 3. miejsce w 1. Divisjon.
W 1986 roku Mordt został graczem szwedzkiego IFK Göteborg. Występował tam do sezonu 1993. W tym czasie zdobył z zespołem cztery mistrzostwa Szwecji (1987, 1990, 1991, 1993), Puchar Szwecji (1991), a także wygrał Puchar UEFA w sezonie 1986/1987. W sezonach 1985/1986 oraz 1992/1993 dotarł też do półfinału Pucharu Mistrzów.
W 1994 roku Mordt odszedł do norweskiego pierwszoligowca, SK Brann. Spędził tam sezon 1994, a potem przeniósł się do drugoligowego Drøbak-Frogn IL. W sezonie 1996 spadł z nim do trzeciej ligi. W 1997 roku zakończył karierę.

## Kariera reprezentacyjna
W reprezentacji Norwegii Mordt zadebiutował 10 października 1984 zremisowanym 1:1 meczu eliminacji Mistrzostw Świata 1986 z ZSRR. W tym samym roku znalazł się w kadrze na Letnie Igrzyska Olimpijskie, zakończone przez Norwegię na fazie grupowej.
16 czerwca 1987 w wygranym 2:0 pojedynku eliminacji Mistrzostw Europy 1988 z Francją strzelił swojego jedynego gola w kadrze. W latach 1984–1989 w drużynie narodowej rozegrał 29 spotkań.